# بلافتون (آلاباما)
بلافتون (به انگلیسی: Bluffton) یک منطقهٔ مسکونی در ایالات متحده آمریکا است که در آلاباما واقع شده‌است. بلافتون ۲۵۹٫۰۸ متر بالاتر از سطح دریا قرار دارد.